# 월터 브레넌
월터 브레넌(Walter Brennan, 1894년 7월 25일 ~ 1974년 9월 21일)는 미국의 배우, 영화배우, 텔레비전 배우, 작곡가 겸 작사가, 가수이다.

## 영화
- 홈 포 더 홀리데이 (1972년)
- 무비 오지 (1968년)
- 오리지널 패밀리 밴드 (1968년)
- 난쟁이 왕국 (1967년)
- 도즈 캘로웨이스 (1965년)
- 서부 개척사 (1962년)
- 리오 브라보 (1959년)
- 태미 앤 더 배처러 (1957년)
- 자랑스런 사나이 (1956년)
- 배드 데이 블랙 록 (1955년)
- 머나먼 서부 (1954년)
- 어롱 더 그레이트 디바이드 (1951년)
- 스쿠다 후! 스쿠다 헤이! (1948년)
- 블러드 온 더 문 (1948년)
- 붉은 강 (1948년)
- 드리프트우드 (1947년) - 머프 역
- 센테니얼 썸머 (1946년)
- 스톨렌 라이프 (1946년)
- 황야의 결투 (1946년)
- 다고타 (1945년)
- 공주와 해적 (1944년)
- 홈 인 인디아나 (1944년)
- 소유와 무소유 (1944년)
- 행맨 올소 다이! (1943년)
- 노스 스타 (1943년)
- 야구왕 루 게릭 (1942년)
- 나이스 걸 (1941년)
- 늪지의 물 (1941년)
- 요크 상사 (1941년)
- 존 도우를 찾아서 (1941년)
- 노스웨스트 패시지 (1940년)
- 메릴랜드 (1940년)
- 서부의 사나이 (1940년)
- 스토리 오브 버넌 앤 아이린 캐슬 (1939년)
- 스탠리 앤 리빙스톤 (1939년)
- 톰 소여의 모험 (1938년)
- 카우보이와 숙녀 (1938년)
- 켄터키 (1938년)
- 해적 (1938년)
- 컴 앤 겟 잇 (1936년)
- 분노 (1936년)
- 이 세 사람 (1936년)
- 메트로폴리탄 (1935년)
- 웨딩 나이트 (1935년)
- 바르바리 해안 (1935년)
- 조지 화이트의 스캔달 (1934년)
- 베이비 페이스 (1933년)
- 킹 오브 재즈 (1930년) - 데스크 서기트 역